# ロケットビート
「ロケットビート」は、日本の女性声優、安野希世乃の1枚目のシングルである。2018年4月25日にFlyingDogから発売された。

## 概要
表題曲は岩里祐穂が歌詞、北川勝利が作曲を手掛けた楽曲で、テレビアニメ『カードキャプターさくら クリアカード編』後期オープニングテーマに起用された。
岩里祐穂が同アニメの主題歌の歌詞を担当するは、1999年の「プラチナ」以来、約18年ぶりとなる。

## シングル収録内容
| #         | タイトル                         | 作詞      | 作曲・編曲 | ストリングス編曲 | 時間  |
| --------- | -------------------------------- | --------- | ---------- | ---------------- | ----- |
| 1.        | 「ロケットビート」               | 岩里祐穂  | 北川勝利   | 宮川弾           | 5:22  |
| 2.        | 「逢いたくて」                   | 石倉誉之  | 石倉誉之   |                  | 4:44  |
| 3.        | 「ロケットビート」(Instrumental) |           |            |                  | 5:22  |
| 4.        | 「逢いたくて」(Instrumental)     |           |            |                  | 4:44  |
| 合計時間: | 合計時間:                        | 合計時間: | 合計時間:  | 合計時間:        | 20:12 |

## 参加ミュージシャン
| ロケットビート - acoustic guitar & programming：北川勝利 - drums：佐野康夫 - bass：千ヶ崎学 - electric guitar：松江潤 - acoustic piano：末永華子 - strings：真部裕ストリングス - backing vocals & programming：acane_madder - backing vocals：安野希世乃 | 逢いたくて - drums：伊藤"ショボン"太一 - bass：池尻晴乃介 - guitar：関口晶大 - acoustic piano：柴田敏孝 - trombone：中川英二郎 - alto sax：平原まこと - trumpet：ルイス・ヴァジェ、本間千也 - brass scoring：石倉誉之、谷ナオキ - backing vocals：安野希世乃 |